# Río Las Vacas
El río Las Vacas es un corto río del sudeste de Guatemala en la vertiente hidrográfica del mar Caribe. Nace en los cerros que forman la periferia sudeste de la Ciudad de Guatemala y descorre en dirección noreste para unirse al río Motagua en la convergencia de los límites de los departamentos de Guatemala, El Progreso y Baja Verapaz.
El río forma uno de los mayores desagües de aguas servidas de la Ciudad Guatemala. Está altamente contaminado, contiene poca vida acuática y contribuye a la contaminación del río Motagua y del ecosistema marino en el golfo de Honduras. En 2022, The Ocean Cleanup instaló una malla metálica en un intento por prevenir el arribo al Caribe de los plásticos acarreados por el río Las Vacas, del cual se estima transporta 20,000 toneladas de basura al año.
El curso del río es interrumpido por la presa de la Planta Hidroeléctrica Río Las Vacas ubicada 18 km al noreste de la Ciudad de Guatemala en la municipalidad de Chinautla. A la par de generar 45 MW de energía eléctrica, la planta representa también un esfuerzo para contrarrestar la contaminación del río.